# Sutton Heath
Sutton Heath är en civil parish i distriktet East Suffolk i Suffolk i England. Den bildades 2012.